# Groupe A de la Coupe du monde de hockey sur gazon masculin 2010

## Résultats

### Nouvelle-ZélandevsCanada
| 1er mars 2010 | Nouvelle-Zélande                                       | 3 – 2   | Canada                             | New Delhi                                   |                                             |
| 16h35         | Priyesh BHANA 11e Nicholas HAIG 47e Ryan ARCHIBALD 66e |         | Mark PEARSON 1re Ranjeev DEOL 20e  | Arbitrage : Satinder KUMAR Marcelo SERVETTO | Arbitrage : Satinder KUMAR Marcelo SERVETTO |
| 16h35         | Ryan ARCHIBALD 35e                                     | Rapport | Scott TUPPER 23e David JAMESON 35e | Arbitrage : Satinder KUMAR Marcelo SERVETTO | Arbitrage : Satinder KUMAR Marcelo SERVETTO |

### AllemagnevsCorée du Sud
| 1er mars 2010 | Allemagne                           | 2 – 2   | Corée du Sud                      | New Delhi                          |                                    |
| 18h35         | Florian FUCHS 50e Benjamin WESS 56e |         | Hye Sung HYUN 4e Nam Yong LEE 15e | Arbitrage : Ged CURRAN Tim PULLMAN | Arbitrage : Ged CURRAN Tim PULLMAN |
| 18h35         | Philip WITTE 30e                    | Rapport | Hye Sung HYUN 38e                 | Arbitrage : Ged CURRAN Tim PULLMAN | Arbitrage : Ged CURRAN Tim PULLMAN |

### Pays-BasvsArgentine
| 1er mars 2010 | Pays-Bas                  | 3 – 0   | Argentine | New Delhi                               |                                         |
| 20h35         | Taeke TAEKEMA 13e 35e 61e |         |           | Arbitrage : Davis GENTLES Hamish JAMSON | Arbitrage : Davis GENTLES Hamish JAMSON |
| 20h35         | Taeke TAEKEMA 24e         | Rapport |           | Arbitrage : Davis GENTLES Hamish JAMSON | Arbitrage : Davis GENTLES Hamish JAMSON |

### CanadavsAllemagne
| 3 mars 2010 | Canada                             | 0 – 6   | Allemagne                                                                                            | New Delhi                              |                                        |
| 16h35       |                                    |         | Benjamin WESS 3e Jan-Marco MONTAG 21e Maximilian MÜLLER 22e Martin HÄNER 24e Florian FUCHS 58e ; 63e | Arbitrage : David GENTLES Hong Lae KIM | Arbitrage : David GENTLES Hong Lae KIM |
| 16h35       | David JAMESON 38e Ranjeev DEOL 55e | Rapport | Linus BUTT 48e Jan-Marco MONTAG 53e                                                                  | Arbitrage : David GENTLES Hong Lae KIM | Arbitrage : David GENTLES Hong Lae KIM |

### ArgentinevsCorée du Sud
| 3 mars 2010 | Argentine                                                                  | 1 – 2   | Corée du Sud                      | New Delhi                                  |                                            |
| 18h35       | Facundo CALLINOI 53e                                                       |         | Nam Yong LEE 62e Hyun Woo NAM 70e | Arbitrage : Christian BLASH Satinder KUMAR | Arbitrage : Christian BLASH Satinder KUMAR |
| 18h35       | Ignacio Ricardo BERGNER 10e Lucas Martin VILA 21e Matias Alexandro REY 62e | Rapport | Kyung Min JIM 49e                 | Arbitrage : Christian BLASH Satinder KUMAR | Arbitrage : Christian BLASH Satinder KUMAR |

### vs
| 3 mars 2010 | Nouvelle-Zélande | 1 – 3 | Pays-Bas | New Delhi |
| 20h35       |                  |       |          |           |
|             | Rapport          |       |          |           |

## Classement
| Rang | Équipe           | Pts | J | G | N | P | Bp | Bc | Diff |
| ---- | ---------------- | --- | - | - | - | - | -- | -- | ---- |
| 1    | Allemagne        | 11  | 5 | 3 | 2 | 0 | 19 | 9  | +10  |
| 2    | Pays-Bas         | 10  | 5 | 3 | 1 | 1 | 15 | 5  | +10  |
| 3    | Corée du Sud     | 10  | 5 | 3 | 1 | 1 | 16 | 8  | +8   |
| 4    | Argentine        | 6   | 5 | 2 | 0 | 4 | 9  | 11 | -2   |
| 5    | Nouvelle-Zélande | 6   | 5 | 2 | 0 | 4 | 8  | 12 | -4   |
| 6    | Canada           | 0   | 5 | 0 | 0 | 5 | 6  | 28 | -22  |